# 月嶋美唯
月嶋 美唯（つきしま みい、1989年10月10日- ）は、日本のAV女優。ロータスグループ所属。
血液型:O型。身長:157cm。スリーサイズ:B88(E)・W58・H86。特技：ダンス・ボウリング。

## 略歴
2009年にAVデビューした、ギャル系のAV女優である。

## アダルトビデオ

### 単体作品
ダブル主演を含む。
- WATER POLE 73（2009年5月13日、プレステージ）[要出典]
- kira☆kira Festival 素人GALと行く灼熱ビーチ中出し旅行 ユイ（2009年9月19日、kira☆kira）[要出典]
- WILD HIP 月嶋美唯（2009年12月1日、ワンズファクトリー）
- 爆乳みいちゃん（2010年1月15日、K-Tribe）[要出典]
- 僕だけの宅配メイド4号（2月15日、K-Tribe）[要出典]
- 人妻中出し哀願 其ノ十六 みゆ（2010年2月26日、青空ソフト）
- ボイン！制服！3 「美唯」F-cup「乳フェチ専用」（2010年4月11日、ジャネス）
- 巨尻 女子校生 2 月嶋美唯（2010年4月15日、ジャネス）
- GAL Junkie15 月嶋美唯 可愛いヤンキー女子にボロボロにされたい！！（2010年5月25日、ケラ工房）
- かわいい妹とドキドキ中○しSEX 「お兄ちゃんダメって言ったのに…」月嶋美唯&持田あおい（2010年9/19日、パラダイスTV）共演:持田あおい
- 美少女受験生がHに挑発！イケメン家庭教師のチンポを喰いまくる！（2010年12月19日、パラダイスTV）

### 複数出演作品、オムニバス

#### 2009年
- ギャルズトーク 03（5月13日、プレステージ）共演:山口遥香、矢城のあ、君野ゆめ、市川よしの
- 巨乳女子校生に生中出し 05（6月19日、レアル・ワークス）他出演:鈴香音色、倖田みらい
- 素人コギャルHEAVEN 4時間 NEO 12（8月17日、ケイ・エムプ・ロデュース）他出演:RICA、榎本らん、みついあんな、星崎アンリ
- あの超絶社員達よりもガードが固い“脱げない地方勤務社員”美しすぎる超純情女子社員4人組が脱いだ!?（10月8日、SODクリエイト）他出演:晴海カンナ、(井口晴美)、山内裕子、片岡さき(牧田さくら)
- 行列のできる人気カフェ店で赤ちゃん型アクメドールにこっそり授乳!!露出!!挿入!!（10月22日、SODクリエイト）他出演:鈴香音色、城内ヒカル、手塚優
- インパクトBODY（11月19日、OPPAI）共演:平井綾、真田春香、沢木樹里
- エロい女のピストンマ●コとイヤラシい腰使い 11 絶頂限界ディルドゥオナニー（11月20日、映天）他出演:宝生優果、佐々木四季、赤西涼、姫宮ラム
- 凄い発射（11月20日、OFFICE K's）他出演:持田百恵、前島エリナ、桃咲まなみ、姫宮ラム
- センズリをガン見するギャル 12人（12月3日、グローリークエスト）他11名出演
- 監禁 狂乱アクメ（12月4日、映天）他出演:東野愛鈴、前島エリナ、南つかさ
- ザ・ギャルナン 26（12月17日、グローリークエスト）共演:桜あい、三浦直緒
- kira☆kira BLACK GAL SPECIAL 〜EROTIC SHOW GIRLS〜（12月19日、kira☆kira）共演:RUMIKA、愛菜りな、沢木樹里、永瀬あき、大城美咲

#### 2010年
- 走る女 ストリップランニング（2月5日、OFFICE K'S）他出演:杉浦アリス、沢村千夏、樺月愛華、鈴木千里
- 禁断の扉 2（2月5日、アウダースジャパン）共演:七瀬ゆい、鈴木千里、川上ゆう
- DOKIレズ 42（2月5日、アウダースジャパン）共演:鈴木千里、七瀬ゆい、川上ゆう
- 接吻テロリスト 路上で起きる濃厚なクチビル交尾（2月18日、ディープス）共演:星優乃、細川まり、向井ゆうき
- ガマン汁全開!!祈祷せめて古希（3月1日、湾図ファクトリー）他出演:朝倉彩音、息吹品、鈴木ありす、月野りさ、永瀬あき、葉月紗絢、ひなのりく、モカ、RUMIKA
- おバカな巨乳は即恥辱!!女のいざこざSODが口喧嘩で解決します!!（3月4日、SODクリエイト）共演:須真杏里、翼裕香、相田理紗、青山菫、白高ちさと
- 露出が激しい美巨乳女の視界にフル勃起チ○ポを入れたら、めちゃくちゃ股間がウズくらしい 2（3月4日、ディープス）他出演:森永ひよこ、諸星セイラ
- 手を使わないクチだけフェラチオ（3月19日、メディアバンク）他出演:涼宮ラム、伊藤若菜、金森美奈、大谷佳香、糸谷多絵、加賀ゆり子
- ズボ入れマジイキ バイブオナニー 2（4月1日、ワンズファクトリー）他出演:浅倉彩音、あづみ、遠藤瀬梨那、川上ゆう、月野りさ、成瀬心美、ひなのりく、モカ、RUMIKA
- 競泳水着　ローション　尻コキ（4月1日、Tetishist/妄想族）[要出典]
- 女子高生お漏らしトイレオナニー盗撮（5月1日、虎堂）他出演:葉月紗絢、相沢梨花、遥心美、稲森しほ
- 飛行機痴漢（5月13日、ナチュラルハイ）[要出典]
- 貴方に語りかけるオナニー（5月21日、OFFICE K'S）他出演:佐々木四季、椿まひる、和葉みれい、樺月愛華
- 前立腺を責められて感じちゃった健太郎（5月21日、OFFICE K'S）他出演:酒井唯香、遥心美、横須賀ねね、雪平あい
- 見つめてフェラチオしてあげる。 3（5月21日、OFFICE K'S）他出演:成瀬心美、和葉みれい、佐々木四季、希内あんな
- 痴女姉 お姉さんが教えてあげる 中に出すと気持ちいいでしょ？（5月25日、ビッグモーカル）他出演:星野あかり、園田ユリア
- ヤングでビッグなボインちゃん（6月4日、映天）他出演:はるか悠、坂本愛海、平山薫、杉浦ヒカル、諸星セイラ
- 口にたらたらと涎を溜めてチ○ポを包みゆっくりとマ○コに入れたみたいな咥え方で痴女る淫乱キャンペーンガールの猥褻フェラチオ（6月4日、映天）他出演:藤崎クロエ、葉月紗絢、遥心美、稲森しほ
- 女子高生ギャルだらけの逆チカン路線バス！（6月10日、GARCON）共演:RUMIKA、桜りお、梨杏、森ゆきな
- 無類のジーンズフェチ（8月24日、稀有）他出演:石原あすか、桜りお
- 残酷放尿地獄　小便をぶちまけて馬鹿笑いする黒ギャル（9月5日、ジャパン有限会社）共演:桜りお、星崎キララ、秋月みなみ、沢村サリナ、遥美結
- 快楽レズエステ 11（9月9日、アキノリ）共演:桜りお、管野しずか、泉麻那、園田ユリア
- 娘がタチで母ノンケ　家庭内レズビアン 3（9月10日、H2プロジェクト）共演:加賀ゆり子、涼宮ラム
- 腋舐めレズ 2（9月23日、稀有）他出演:雪見紗弥、朝倉夢、桜りお、モカ、園田ユリア
- 洗ってないマ●コを嫌という程男に舐めさせる黒ギャル（10月5日、ジャパン有限会社）共演:桜りお、星崎キララ、秋月みなみ、沢村サリナ、遥美結
- 黒ギャルの悪ノリ本気金蹴り 2（10月5日、ジャパン有限会社）共演:桜りお、星崎キララ、秋月みなみ、沢村サリナ、遥美結
- エロカワ娘の腰ふり騎乗位 2（10月13日、アロマ企画）他出演:鈴香音色、国見奈々、倉木みお、園田ユリア、坂崎まお
- これぞ興奮の真骨頂!バレないように彼女の親友とこっそりヤル! (3) 巨乳バージョン（11月4日、アキノリ）他出演:水城奈緒、雪見紗弥、モカ